# Lei de Cotas de Emergência
A Lei de Cota de Emergência, também conhecida como Lei de Imigração de Emergência de 1921, a Lei de Restrição de Imigração de 1921, a Lei Per Centum e o Johnson Quota Act (cap. 8, 42 Stat. 5 de 19 de maio de 1921) foi uma lei estadunidense formulada principalmente em resposta ao grande influxo de europeus do sul e do leste e restringiu sua imigração, bem como a de outros chamados "indesejáveis" para os Estados Unidos. Embora concebido como uma legislação temporária, "provou, no longo prazo, o ponto de virada mais importante na política de imigração estadunidense" porque acrescentou dois novos recursos à lei de imigração estadunidense: limites numéricos à imigração e o uso de uma cota sistema de estabelecimento desses limites, que ficou conhecido como Fórmula Nacional de Origens (en:National Origins Formula).
A Lei de Cota de Emergência restringiu o número de imigrantes admitidos de qualquer país anualmente a 3% do número de residentes desse país vivendo nos Estados Unidos a partir do censo estadunidense de 1890 (en:1890 census). Isso significava que as pessoas do Europa Setentrional e Europa Ocidental tinham uma cota maior e eram mais propensas a serem admitidas nos Estados Unidos do que aquelas do Leste Europeu ou Europa meridional ou de países não europeus.
No entanto, os profissionais deveriam ser admitidos independentemente do país de origem. Além disso, nenhum limite foi estabelecido para a imigração do Canadá, Terra Nova (um domínio independente na época), Cuba, México ou países da América Central e do Sul ou "ilhas adjacentes". A lei não se aplica a países com acordos bilaterais com os EUA ou a países asiáticos listados na Lei de Imigração de 1917 (en:Immigration Act of 1917), conhecida como "Lei da Zona Interditada Asiática". Alguns consideraram o ato não restritivo o suficiente porque milhões de imigrantes do leste e sul da Europa vieram para os Estados Unidos desde 1890.
O Lei de Imigração de 1924 (en:Johnson-Reed Act) reduziu a cota para 2% da representação dos países no censo de 1890, quando uma porcentagem bastante pequena da população era de regiões consideradas menos do que desejáveis. Para executar a nova cota, um sistema de vistos foi implementado em 1924. Ele exigia que os não cidadãos que pretendem entrar nos Estados Unidos obtivessem e apresentassem um visto obtido de uma embaixada ou consulado dos Estados Unidos antes de chegar aos Estados Unidos. Os regulamentos de vistos foram posteriormente revisados substancialmente pela Lei de Imigração e Nacionalidade de 1952 (en:Immigration and Nationality Act of 1952) e finalmente substituídos pela Lei de Imigração e Nacionalidade de 1965 (en:Immigration and Nationality Act of 1965). Os não cidadãos dos EUA que são cidadãos ou nacionais de 40 países estão atualmente isentos da exigência de visto sob o Programa de Isenção de Vistos (en:Visa Waiver Program).
Com base na nova fórmula, o número de novos imigrantes admitidos caiu de 805.228 em 1920 para 309.556 em 1921–22.
O uso da Fórmula de Origens Nacionais continuou até ser substituído pelo Ato de Imigração e Nacionalidade de 1965 (en:Immigration and Nationality Act of 1965), que introduziu um sistema de preferências baseado nas habilidades dos imigrantes e nas relações familiares com cidadãos americanos ou residentes nos EUA.